# Forderungsmanagement
Unter Forderungsmanagement (oder Debitorenmanagement) versteht man bei Nichtbanken das Management von Debitoren, insbesondere von Lieferantenkrediten. Im Finanzwesen gibt es als Pendant das Kreditmanagement.

## Allgemeines
Wirtschaftssubjekte, die als Nichtbanken ein Forderungsmanagement betreiben, sind insbesondere Unternehmen außerhalb des Kreditwesens wie Behörden, Factoringunternehmen, Handel, Immobiliengesellschaften, Industrie, Inkassounternehmen, Leasinggesellschaften oder ein Teil der Versicherer. Forderungen aus Lieferungen und Dienstleistungen nehmen meist einen hohen Anteil an der Bilanzsumme dieser Unternehmen ein und stellen damit oft das bedeutendste Finanzrisiko in Form des Debitorenrisikos dar.
Debitorenmanagement ist das Fällen von Entscheidungen über den Umfang von Lieferantenkrediten sowie die Festlegung der Bedingungen ihrer Vergabe an Abnehmer. Wichtigste Bedingungen im Rahmen des Debitorenmanagements sind die Zahlungsbedingungen.

## Organisation und Aufgaben
Das Forderungsmanagement ist in der Aufbauorganisation eine Organisationseinheit (Abteilung) und eine Funktion im Unternehmen.
Zu den Aufgaben des Debitorenmanagements gehören insbesondere die Debitorenbuchhaltung (Buchung von Rechnungen, Reklamationen, Gutschriften etc.), Fakturierung, Sicherung von Forderungen durch Eigentumsvorbehalt, Überwachung der Bonität der Debitoren, Überwachung der Zahlungsziele, Festlegung von Debitorenlimiten, Identifizierung von Kunden mit schlechter Zahlungsmoral, Mahnwesen, Inkassomanagement, Abschluss einer Debitorenversicherung oder Factoring.

## Ziele
Das Forderungsmanagement hat die Unternehmensziele (meist Gewinnmaximierung oder Kostendeckung) zu erfüllen. Zu diesem Zweck setzt es sich Subziele wie beispielsweise durch Maßnahmen der Risikobewältigung. Hierzu gehören die Risikominderung (etwa durch Kürzung der Debitorenlimite),  Risikodiversifikation (durch Branchenmix oder Aufrechterhaltung der Granularität unter Vermeidung von Klumpenrisiken bei Großkunden), Risikokompensation (durch Eigentumsvorbehalte), Risikoüberwälzung (durch Kreditversicherung) oder Vermeidung eines Zahlungsausfallrisikos durch Verhinderung von Zahlungsrückständen. Diese Subziele dienen der Verhinderung oder Minimierung eines gewinnschmälernden Forderungsverlusts.

## Abgrenzung
Die Begriffe Forderungsmanagement (Debitorenmanagement) und Kreditmanagement werden in der Fachliteratur sehr uneinheitlich verwendet und nicht selten als Synonyme angesehen. Manchmal wird das Kreditmanagement lediglich als organisatorischer Teil des Forderungsmanagements eingestuft. Das Kreditmanagement befasst sich mit dem Kreditgeschäft im Finanzwesen, das Debitorenmanagement betrifft die Debitoren der Nichtbanken, also Lieferantenkredite.